# Ґюлістан (фортеця)
Ґюлістанська фортеця (вірм. Գյուլիստանի բերդ, азерб. Gülüstan Qalası) — фортеця, розташована за два кілометри на захід від села Ґюлістан, на правому березі річки Інджії, на величезному клиноподібному скельному пагорбі навпроти гори Мрав. Річка, що тече від лісистої підошви Мрава, з трьох сторін оточує західну частину пагорба. Тільки з південного боку підйом по схилу порівняно доступний, з цього боку і знаходиться головний вхід до фортеці. Вона побудована на рівній плоскій ділянці на вершині скелі, витягнутій в довжину на кшталт язика — при довжині в 240 метрів найбільша його ширина становить 30. Стіна з вежами тягнеться над самим обривом, повторюючи його лінію, з південного боку фортеця має додаткову другу стіну. З північно-західного боку на схилі, порослому густим лісом, замаскований таємний підземний хід.
Фортеця розташована з південної сторони Мравського хребта та знаходиться у Мартакертському районі Нагірно-Карабаської Республіки, тоді як саме село Ґюлістан розташоване з північної сторони Мравського хребта та знаходиться у Шаумянівському районі НКР. Оскільки Мравський хребет фактично є природною перепоною між НКР, що контролює територію на південь від хребта з однієї сторони та Азербайджаном, що фактично контролює територію на північ від хребта та у зв'язку з близькістю до військових позицій ворогуючих сторін туристам вхід до фортеці владою НКР не дозволений через небезпеку обстрілів з протилежної сторони.

## Палац
У західній частині фортеці на краю скелі стоїть палац. Другий палац, менших розмірів розташований з південного боку, біля дороги, яка веде до фортеці. З цього боку біля фортеці лежало поселення. У районі поселення видно рештки вірменської церкви, млинів, моста і лазні.

## Історія

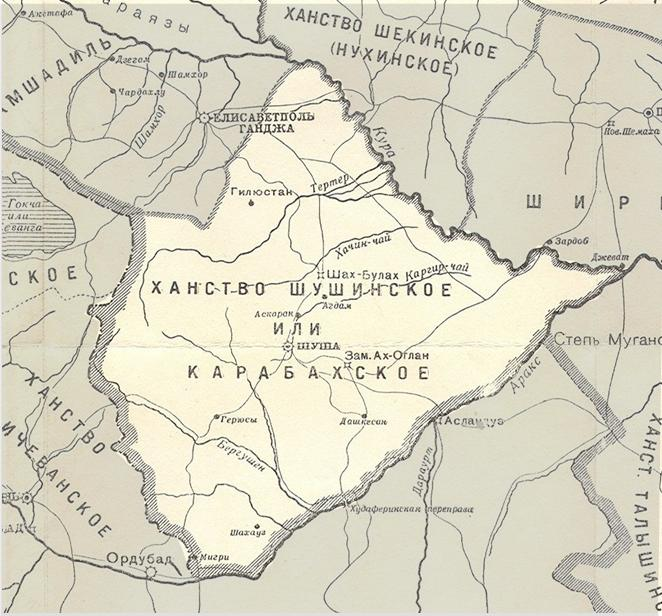
Ґюлістан (Ґілюстан) у складі Карабаського ханства в 1809—1817 рр. з межами за Ґюлістанським договором на мапі 1902 р.

Про будівництво фортеці не збереглося достовірних історичних відомостей. Дослідники кінця XIX століття на основі народних переказів дотримувалися думки, що Мелік-Беглар I, що влаштувався в іншій частині мелікства Ґюлістан, в Орекавані, поширив свою владу також на Ґюлістанську фортецю, яка належала колишньому правителю гавару Абраама-юзбаші, оновив її і перетворив на свою резиденцію. Однак, за свідченням джерел, влада Мелік-Беглара, який жив у середині XVII століття, і його наступників не поширювалася безпосередньо на село Ґюлістан і його околиці, а спадкоємець місцевих правителів Абраам-юзбаші жив і діяв через більш як півстоліття після Мелік-Беглара.
У листуванні 1720—1730 років, пов'язаному з вірмено-російськими відносинами, як господарів гавару, села і фортеці Ґюлістан (в оригіналах згадується також «сгнах») багато разів згадуються брати-юзбаші Єсаї, Абраам і Саркіс. Вивчення документів дозволяє стверджувати, що фортеця Ґюлістан була важливою опорною точкою арцаської національно-визвольної боротьби протягом перших 30 років XVIII століття в одному з п'яти військових об'єднань — сгнасі Джраберд — Ґюлістан. У той час особливими славою і авторитетом користувалися Єсаі-юзбаші і Абраам-спарапет. Своїм наполегливим опором і гнучкою політикою вони вберегли край від розорення кавказькими горцями і турецькою армією.
Цілком ймовірно саме в цей період, у перші десятиліття XVIII століття, були повністю перебудовані стіни фортеці та її внутрішні будови, що дійшли до наших днів, у тому числі палац. Вкрай сприятливе розташування фортеці і в попередні століття безсумнівно використовувалося з оборонними цілями. Зокрема, вивчення історичних шарів руїн показує, що внутрішній палац був перебудований на фундаменті, що відноситься принаймні до XVII століття.
Після занепаду сгнахів і смерті Абраама-спарапета в середині XVIII століття фортеця перейшла в руки Мелік-Овсепа — представника іншого відомого власницької роду гавара. Його головною резиденцією залишався палац у Орекавані. З цим Меліком потрібно пов'язувати будівництво малого палацу біля підніжжя гори, ймовірно, також оновлення внутрішнього палацу. При правлінні Мелік-Овсепа і його синів Мелік-Беглара і Мелік-Абова фортеця була однією з найважливіших твердинь всього регіону і встояла проти зазіхань шушінських ханів, що підпорядкували собі весь Арцах.
Тут був один з центрів вірмено-російського дипломатичного листування і не випадково саме тут 12 жовтня 1813 р. був підписаний російсько-перський мирний договір.